# Iélevo
Iélevo (en rus: Елево) és un poble del krai de Perm, a Rússia, que forma part del raion de Gaini. El 2010 tenia 51 habitants.